# Phenacobius crassilabrum
Phenacobius crassilabrum es una especie de peces de la familia de los Cyprinidae en el orden de los Cypriniformes.

## Morfología
Los machos pueden llegar alcanzar los 11,2 cm de longitud total.

## Hábitat
Es un pez de agua dulce.

## Distribución geográfica
Se encuentra en los Estados Unidos: oeste de Virginia, oeste de Carolina del Norte, este de Tennessee y noreste de  Georgia.